# Harale
Harale (węg. Haraly) – wieś w Rumunii, w okręgu Covasna, w gminie Ghelința. W 2011 roku liczyła 215 mieszkańców.